# Ыал-Усуга
Ыал-Усуга (якут.  ) — упразднённый в 1999 году посёлок в Кобяйском улусе Якутии России. Входил в состав Кировского наслега (с 2004 года — Кировский эвенский национальный наслег).

## География
Посёлок располагался на западе региона, в восточной части Центрально-Якутской равнины, двумя кварталами — у реки Хахтах и возле озера Эбе.
климат
В населённом пункте, как и во всем районе, климат резко континентальный, с продолжительным зимним и коротким летним периодами. Зимой погода ясная, с низкими температурами. Устойчивые холода зимой формируются под действием обширного антициклона, охватывающего северо-восточные и центральные улусы. Средняя месячная температура воздуха в январе находится в пределах от −28˚С до −40˚С..

## История
Постановлением Правительства Республики Саха (Якутия) от 3 декабря 1999 года № 651 исключен из учётных данных административно-территориального деления Якутии.

## Инфраструктура
Было развито животноводство, действовала звероферма и МТФ

## Транспорт
Просёлочная дорога.